# Volstrup (Øster Hornum Sogn)
 For alternative betydninger, se Volstrup. (Se også artikler, som begynder med Volstrup)
Volstrup by er en bymæssig bebyggelse beliggende 2,5 kilometer i luftlinje nordøst for Øster Hornum i Himmerlands midt-nordlige del. Volstrup hører til Øster Hornum sogn, og dermed under Hornum Herred.
Nord for Volstrup ligger desuden området Lille Volstrup bestående af en del udflyttede gårde. Volstrup kunne tidligere betegnes som en landsby men blev som mange andre lignende udflyttet som del af landboreformerne. Forårspløjning kan stadig afsløre den tidligere beliggenhed for enkelte af disse gårde. I dag består Volstrup af en del landbrugsejendomme af forskellig størrelse, tidligere landbrug, boelsteder eller husmandssteder. De fleste er i dag nedlagte, eller drives som deltidslandbrug.
Midt i byen finder man byens tidligere skole, tegnet af den i datiden kendte arkitekt Hother Paludan, og etapevis opført fra år 1917, oprindelig med et symmetrisk bygningskorpus, som snart blev tilføjet en udvidelse i den nordlige ende, for at give plads til en større lærerbolig. Skolebygningen havde tidligere veranda mod syd, som dog blev sløjfet i begyndelsen af 1970'erne. Til skolebygningen hører desuden et stort udhus bygget i samme stil som hovedbygningen, og med et kvadratisk grundplan og med pyramideformet tag. Arkitekt Paludan var kendt for at få sin vilje når det kom til at anvende de bedste byggematerialer.
Mod vest afgrænses Volstrup af Hasseris Å , hvor området Molbjerg begynder. Mod nord af Tostrup, nordøst af Godthåb, mod øst af Guldbæk, og mod syd og sydvest møder Volstrup Øster Hornum, som blandt andet er skoleby for Volstrup. I landsbyen Godthåb findes matrikler som hører under Volstrup, så selve området "Volstrup" kan med lidt god vilje siges at have et ganske anseeligt areal.

## Etymologi
Endelsen -strup i stednavnet Volstrup betyder at der mindst har været et egentligt bysamfund på stedet siden tidlig middelalder, måske endog tilbage til vikingetiden.

## Historie
Fra forhistorisk tid har fund af eks. flintøkse og potteskår afsløret ældre aktivitet i området.
- Flintøkse fra Volstrup by, Øster Hornum Sogn, Himmerland.

Rygter og overleveringer vil vide, at Skipper Clement på et tidspunkt før han og hans folk blev besejret, gemte sig i en bageovn på en ejendom i Volstrup, hvilket dog er en beretning som kræver historisk dokumentation.
I 1682 bestod landsbyen af 10 gårde og 3 huse uden jord. Det samlede dyrkede areal udgjorde 349,6 tønder land skyldsat til 43,85 tønder hartkorn. Dyrkningsformen var græsmarksbrug med tægter.
I nyere tid har Volstrup ud over landbruget, huset en række andre liberale erhverv. I flæng kan nævnes et margarineudsalg(i det lille hus som ligger i byens laveste punkt), en stearinlysfabrik(Vestergård/Volstrup Lys), champignonproduktion(Vestergård), betonvareproduktion og flere mekaniske værksteder for reparation af hhv. biler og landbrugsmaskiner, samt en ornestation. I dag er der hestestutteri på ornestationen, Stutteri Volstrup, som avler springheste og har hingste af racen Dansk Varmblod.
Volstrup sorterer under Støvring Lokalarkiv(http://www.stoevringlokalarkiv.dk/), som geografisk dækker det tidligere Støvring Kommune(nu del af Rebild Kommune).